# Malus florentina
Espèce
Synonymes
- Cormus florentina (Zuccagni) Decne.[1]
- Crataegus florentina Zuccagni[1] [2] [3]
- Eriolobus florentinus (Zuccagni) Stapf[1]
- Malosorbus florentina (Zuccagni) Browicz[1]
- Malus crataegifolia (Savi) Koehne[3]
- Mespilus florentina (Zuccagni) Bertol.[1]
- Pyrus crataegifolia Savi[3]
- Pyrus florentina (Zuccagni) Targ.Tozz.[1]
- Sorbus florentina (Zuccagni) K.Koch[1]
- Tormimalus florentina (Zuccagni) Holub[1]
- Torminaria florentina (Zuccagni) M.Roem.[1]
- × Malosorbus florentina (Zuccagni) Browicz[3]

Malus florentina est une espèce de plantes à fleurs de la famille des Rosaceae. C'est un pommier sauvage connu sous les noms communs de Pommetier florentin et de Pommetier à feuilles d'aubépine. Il est originaire de la péninsule des Balkans et d'Italie et est cultivé dans le monde comme arbre ornemental.